# Joseph Palmer
Joseph Palmer (1791–1874) var medlem af kollektivet Fruitlands commune, og arbejdede sammen med Louisa May Alcott og andre trancendentalister.  Han optræder som karakteren Moses White i Louisa May Alcotts Transcendental Wild Oats.  Han er også kendt for at afsone en fængselsstraf på et år i Fitchburg i  Massachusetts, for hans fuldskæg og principper.  
Palmer var medstifter af Leominster and Harvard Benevolent Association sammen med Charles Lane.
Palmer har kæmpet i den Britisk-amerikanske krig (1812).